# 中村裕子
中村 裕子（なかむら ゆうこ）は日本放送協会の制作統括。

## 概要
東京都港区出身。慶應義塾大学卒業後、日本放送協会に入局。長野局などを経て池上彰らのレギュラー番組の週刊こどもニュースなどを担当し、番組ディレクターとなった。現在はNHKエデュケーショナルのコンテンツ制作開発センターこども幼児グループ所属のチーフプロデューサー。

## 作品

### 担当番組
- ビットワールド
- 天才てれびくん
- ウワサの保護者会
- いないいないばあっ!
- おかあさんといっしょ
- モノ・マネー
- マチスコープ

など　